# Néoréalisme (cinéma)
Pour les articles homonymes, voir Néoréalisme.
 (août 2017).
Si vous disposez d'ouvrages ou d'articles de référence ou si vous connaissez des sites web de qualité traitant du thème abordé ici, merci de compléter l'article en donnant les références utiles à sa vérifiabilité et en les liant à la section « Notes et références ».
Le néoréalisme (en italien : neorealismo) est le nom du mouvement cinématographique qui fait son apparition en Italie au cours de la Seconde Guerre mondiale. En opposition parfaite avec l'insouciance et la légèreté de la période des « Téléphones blancs » (Telefoni bianchi), il couvre la période allant de 1943 à environ 1955.

## Caractéristiques et précurseurs

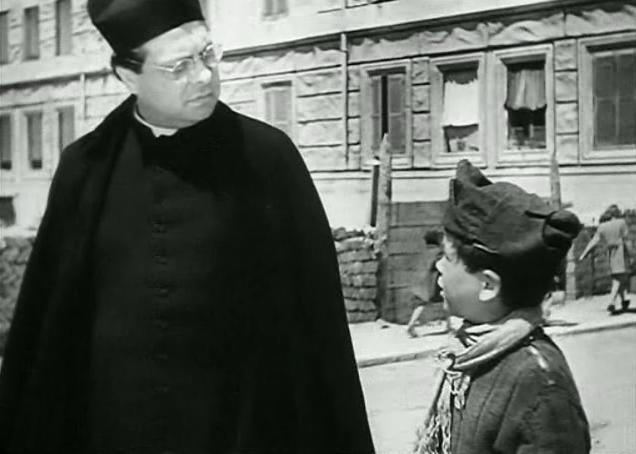
Photogramme d'une scène de Rome, ville ouverte.

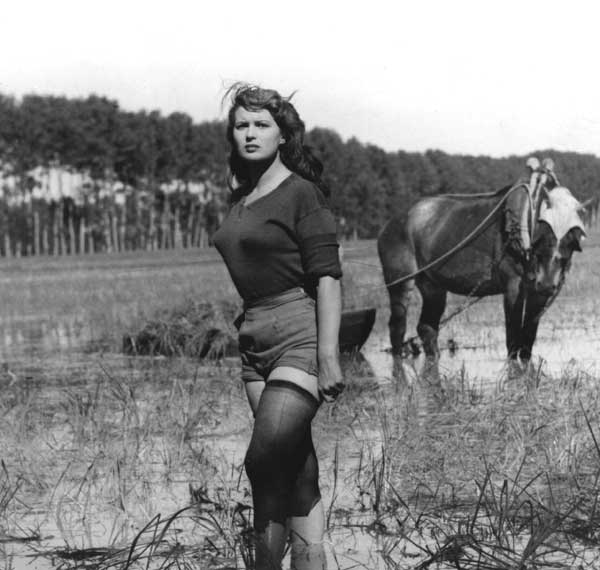
Photogramme d'une scène de Riz amer.

La principale caractéristique de ce courant est de présenter le quotidien en l'état, en adoptant une position moyenne entre scénario, réalité et documentaire et en se servant souvent de gens de la rue à la place d'acteurs professionnels, en quelque sorte en romançant la « vraie vie ». La pénurie de moyens pour les films hors de la ligne du gouvernement fasciste avant sa chute en 1943 puis pour tous après, l'indisponibilité par manque de finances des plateaux de tournage après 1944 contraignent à tourner dans la rue, à acclimater les longs métrages dans les lieux authentiques : cela devient une sorte de code stylistique du néoréalisme qui va puiser dans ces apparentes contraintes une incontestable qualité de vérité.
Les autres caractéristiques du néoréalisme sont d'une part, le déplacement du regard du réalisateur porté sur l'individu vers la collectivité (l'individu ne peut exister sans son contexte social, et ensuite on « zoome »), d'autre part, une prédilection pour la narration (on préfère raconter une situation plutôt que de mettre en scène une longue explication) et enfin, la prééminence de l'analyse lucide des scènes douloureuses et de la critique ouverte de l'autorité en place, cruelle ou indifférente.
Selon André Bazin, le néo-réalisme est l'école italienne de la libération. Pour ce critique, il s'agit de la libération du peuple italien de l'occupation des Allemands après la guerre, mais également une libération des conventions narratives et filmiques. De son côté, Deleuze utilise le néo-réalisme comme démarcation entre l'image-mouvement et l'image-temps. C'est la crise de l'image-action, le schéma sensori-moteur se perd. On ne sait plus pourquoi les personnages agissent, et le temps apparaît comme vecteur du récit.
La notion de nouveau réalisme tient à la nécessité de souligner le caractère réellement inédit du quotidien. Certains films, dans la période du muet, avaient déjà présenté quelques réelles connotations réalistes : Perdus dans les ténèbres (Sperduti nel buio) de Nino Martoglio en 1914 ou Assunta Spina de Gustavo Serena et Francesca Bertini en 1915, par exemple. Certaines œuvres d'Alessandro Blasetti comme Le Rappel de la terre (Terra madre) en 1931 ou 1860 en 1934 ambitionnaient de donner du pays une vision moins abstraite et empreinte de grandeur que ce que le régime mussolinien voulait donner. Les titres des films eux-mêmes, de par leur « extravagance » ou du moins leur originalité, sont comme des signes avant-coureurs d'un changement imminent : titres « hors normes » pour le Blasetti de 1942, Quatre Pas dans les nuages (Quattro passi tra le nuvole)  comme pour le De Sica de 1943 Les enfants nous regardent (I bambini ci guardano). Quant aux personnages, une fille-mère, une femme adultère, un mari qui se suicide, voilà des sujets complètement « anormaux » eu égard au cinéma traditionnel, mais tellement quotidiens, tellement proches du « vécu ».
Avec Les Amants diaboliques (Ossessione) en 1943, une transposition sur les rives du Pô et dans les villes d'Ancône et de Ferrare du chef-d'œuvre de James M. Cain, Le facteur sonne toujours deux fois, Luchino Visconti brise les tabous de la « pensée conforme » de façon encore plus brutale, en nous présentant une Italie vraie, habitée par la misère et le chômage, brimée par une police aveugle et vexatoire : passion, trahison, mort rythment une histoire racontée sans détours et sans craintes ; la censure se cabre encore une fois et le film connaît — notamment dans l'Italie du nord — des problèmes de distribution. Mais le chemin a été défriché et la voie est ouverte pour le néoréalisme, le genre artistique qui va marquer l'époque. Ce premier film de Luchino Visconti est communément considéré comme le premier film du courant néo-réaliste.

## L'influence de Cesare Zavattini
Si Leo Longanesi qui, en 1935, dans la revue l'Italiano affirmait « il faut descendre dans les rues, dans les casernes, dans les gares : ainsi seulement, pourra naître un cinéma à l'italienne », semble être le théoricien, le père-fondateur du néoréalisme, c'est Cesare Zavattini qui va être le promoteur, le « metteur en scène » du mouvement. La conception du néorealisme trouve en effet sa raison d'être dans la théorie dite « zavattinienne » du cheminement, à savoir l'enregistrement du vécu quotidien de personnages choisis parmi des gens ordinaires : la caméra se met au service de la réalité et la filme, en faisant en sorte que les évènements journaliers finissent par se transformer en histoire. Ce procédé s'applique déjà dans le premier scénario de Zavattini, conçu en 1935 pour Je donnerai un million (Darò un milione) de Mario Camerini : ainsi, sous le couvert d'une fable, l'attention se porte sur l'univers des humbles et sur l'authenticité des sentiments, en complète opposition avec les thèses du régime.
Par la suite, le même discours « zavattinien » va se préciser quel que soit le sujet des films dont il écrit le scénario, de Avancez il y a de la place (Avanti c'è posto…) de Mario Bonnard ou Quatre Pas dans les nuages (Quattro passi tra le nuvole)  d'Alessandro Blasetti en 1942 jusqu'à Les enfants nous regardent (I bambini ci guardano) en 1944 ou La Porte du ciel (La porta del cielo) en 1945, ces deux derniers films étant dirigés par Vittorio De Sica avec lequel il instaurera une féconde collaboration, produisant quelques chefs-d'œuvre dont il sera question plus loin.
Zavattini était plus un auteur de films qu'un scénariste. Tout se passait comme si les réalisateurs travaillaient pour lui que l'inverse : il s'occupait du sujet et de la façon de le traiter, les réalisateurs se cantonnaient à la mise en scène. Il reste un personnage unique et inimitable du cinéma italien : batailleur et généreux, sincère jusqu'à la rupture, d'un courage intellectuel sans faille et constamment engagé dans un travail de recherche qui produisit des effets incomparablement bénéfiques sur des générations d'auteurs et leurs œuvres.

## Les œuvres des auteurs
Rome, ville ouverte (Roma, città aperta, 1945), tourné avec des moyens de fortune (par exemple, en se servant de pellicule photo mise bout à bout) par Roberto Rossellini, offre au néoréalisme une notoriété internationale. Néanmoins, c'est en 1943, avec Les Amants diaboliques (Ossessione) de Luchino Visconti, que naissait le courant.
L'expérience douloureuse de la guerre, le traumatisme de l'occupation, le souffle de la résistance trouvent ici une efficace présentation, même si ces sujets sont traités de façon mélodramatique voire populiste : l'impact en est de toute façon énorme, et montre la voie à toutes les grandes œuvres pour les trois années à venir.
Dans Sciuscià en 1946, Vittorio De Sica enquête sur les désastres provoqués par la guerre dans l'esprit des plus faibles, les enfants du prolétariat.
Avec Païsa en 1946, Roberto Rossellini donne vie - en six épisodes de guerre et de résistance du sud au nord de l'Italie - à une sorte de fresque stylistique nerveuse et fragmentée sur l'Italie bouleversée de 1944.
Pour Chasse tragique (Caccia tragica) en 1947, Giuseppe De Santis utilise des moyens spectaculaires et romanesques pour mettre en scène, dans la plaine du Pô, une poursuite mouvementée entre bandits et paysans, animée d'un souffle épique digne d'Hollywood.
C'est dans un pays détruit et en reconstruction, dans Allemagne année zéro (Germania anno zero) en 1948, que Rossellini va explorer les dérives morales d'un pays par les yeux d'un enfant qui n'a connu que la misère durant sa courte vie et qui cependant continue de lutter pour survivre.
Vittorio De Sica offre avec Le Voleur de bicyclette (Ladri di biciclette) en 1948, à travers les péripéties d'un homme quelconque qui ne se résigne pas à son chômage forcé, le portrait attachant d'une nation suspendue entre espoirs et frustrations.
Tandis que Luchino Visconti propose une vision marxiste du roman I Malavoglia (1881) de Giovanni Verga dans le merveilleux La terre tremble (La terra trema) en 1948, Giuseppe De Santis poursuit avec Riz amer (Riso amaro) en 1949 sa vision très personnelle d'un cinéma populo-réaliste, poussant à leur extrême certaines idées gramsciennes, mélangeant valeurs sociales et goût du mélodrame, idées progressistes et sensualité explosive. Et Michelangelo Antonioni met en scène Chronique d'un amour, son premier long-métrage sorti en 1950.
Cependant, l'histoire suit son cours : les élections de 1948 marquent une nette défaite de la gauche, condamnée à l'opposition après la parenthèse de l'après-Résistance. Le climat culturel, également, se met à changer : il prépare ainsi le lent mais inexorable déclin de l'expérience néorealiste.